# チャールズ・ラップワース
チャールズ・ラップワース（Charles Lapworth、1842年9月20日 - 1920年3月13日）は、イギリスの地質学者である。

## 生涯
現在はオクスフォードシャーのバークシャーの Faringdon に生まれた。教師になる教育を受けた後、スコットランドに移住し、その地区で、それまで研究される少なかった化石植物の研究を行った。その後、熱心な地質調査と示準化石を使った分析によって、シルル紀の厚い地層と考えられてものが、より薄い堆積層が褶曲などで積み重なったものであることを示した。北ウェールズのカンブリア紀の地層と南ウェールズのシルル紀の間に新しい地質年代、オルドビス紀を置くことで、地質年代に関する長い議論に決着をつけたことで知られる。
ラップワースは、1881年から Mason's College で地質学の初代教授を務め、さらにバーミンガム大学で引退まで教鞭を執った。1888年王立協会フェロー選出。1902年からロンドン地質学会の会長を務めた。ラップワースに関する論文はバーミンガム大学に収集され、ラップワース博物館が同大学によって維持されている。博物館のアーカイブにはラップワースの研究や教育に関するきわめて完全な記録が保管されている。

## 受賞歴
- 1887年: ビグスビー・メダル（ロンドン地質学会）
- 1891年: ロイヤル・メダル（王立協会）
- 1899年: ウォラストン・メダル（ロンドン地質学会）